# Graben (Geologie)

Horst-Graben-Struktur in einer Dehnungszone

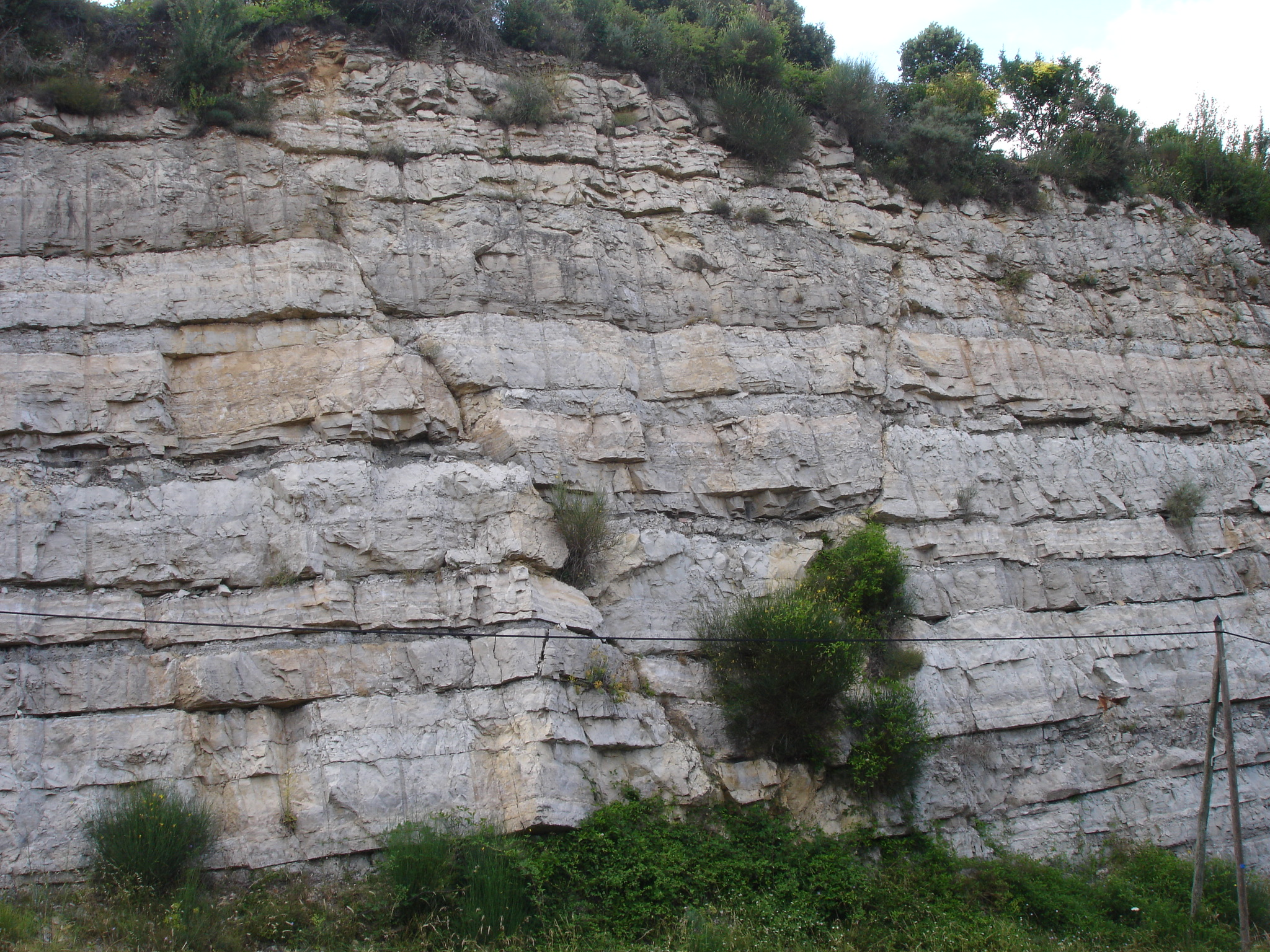
Horst-Graben-Struktur, Département Hérault, Frankreich

Ein geologischer Graben wird durch einen Krustenblock gebildet, der von Abschiebungen begrenzt ist und im Vergleich zu seiner Umgebung abgesunken ist. Gräben treten als Folge tektonischer Dehnung in Schwächezonen der Erdkruste auf, stets zusammen mit tektonischen Horsten (herausgehobenen Erdschollen). 
Zuweilen sind die Sedimentgesteine, die die Gräben auffüllen, härter als die Gesteine der angrenzenden Horste. So kann es geschehen, dass die Gräben wider Erwarten von der Erosion als markante Erhebungen herauspräpariert werden, während die Horste die morphologischen Täler bilden (Reliefumkehr).
Ausgedehnte Grabensysteme werden häufig als Riftzonen bezeichnet.
Der deutsche Begriff Graben ist in die internationale geologische Fachsprache eingegangenen.
Beispiele:
- Großer Afrikanischer Graben
  - Jordangraben
  - Ostafrikanischer Graben
- Hohenzollerngraben
- Lauchertgraben
- Oberrheingraben
- Leinegraben